# Martyrs & Madmen: The Best of Roger Daltrey
Martyrs & Madmen: The Best of Roger Daltrey es un álbum recopilatorio del músico británico Roger Daltrey, publicado por la compañía discográfica Rhino Records en 1997. El disco recopila las principales canciones de la carrera del músico en solitario, desde el lanzamiento de Daltrey hasta su álbum más reciente, Rocks in the Head. No entró en ninguna lista de discos más vendidos.

## Lista de canciones
1. "One Man Band"  (David Courtney, Leo Sayer)  3:53
2. "It's a Hard Life"  (Courtney, Sayer)  3:39
3. "Giving it All Away"  (Courtney, Sayer)  3:26
4. "Thinking"  (Courtney, Sayer)  4:25
5. "World Over"  (Paul Korda)  3:13
6. "Oceans Away"  (Goodhand-Tait)  3:19
7. "One of the Boys"  (Gibbons)  2:46
8. "Avenging Annie"  (Pratt)  4:33
9. "Say It Ain't So, Joe"  (Murray Head)  4:20
10. "Parade"  (Goodhand-Tait)  3:44
11. "Free Me"  (Russ Ballard)  4:00
12. "Without Your Love"  (Billy Nicholls)  3:18
13. "Waiting for a Friend"  (Nicholls)  3:25
14. "Walking in My Sleep"  (Adey, Green)  3:28
15. "Parting Would Be Painless"  (Kit Hain)  3:43
16. "After the Fire"  (Pete Townshend)  4:37
17. "Let Me Down Easy"  (Bryan Adams, Jim Vallance)  4:10
18. "The Pride You Hide"  (Dalgleish, Daltrey, Tesco)  4:33
19. "Under a Raging Moon" (Downes, Parr)  4:34
20. "Lover's Storm"  (Kelly, Usher)  3:53